# Rudolf Hermstein
Rudolf Hermstein (* 8. April 1940 in Juliusburg (Niederschlesien)) ist ein deutscher Übersetzer.

## Leben
Rudolf Hermstein absolvierte ein Studium am „Auslands- und Dolmetscherinstitut“, ADI, heute Fachbereich 6 „Translations-, Sprach- und Kulturwissenschaft“ der Johannes Gutenberg-Universität Mainz, Standort Germersheim, das er mit der Diplomprüfung für Übersetzer abschloss. Seit 1971 ist er als freier Übersetzer aus dem Englischen tätig. Hermstein lebt im oberbayerischen Bad Feilnbach.
Hermsteins ungewöhnlich umfangreiches übersetzerisches Werk umfasst Übertragungen erzählender Literatur und von Sachbüchern aus unterschiedlichen Sachgebieten, wie Fotografie, Kunst, Geografie und Zoologie.
Lange Jahre hat er im Aufbaustudiengang Literarisches Übersetzen der LMU München (heute Masterstudiengang) Berufskunde unterrichtet.
Hermstein ist Mitglied im Verband deutschsprachiger Übersetzer literarischer und wissenschaftlicher Werke (VdÜ) und des Münchner Übersetzer-Forums. Er erhielt mehrfach Stipendien des Deutschen Übersetzerfonds sowie 1992 das Literaturstipendium der Stadt München und 2009 den Übersetzerpreis der Landeshauptstadt München.

## Übersetzungen (Auswahl)
- Abzüge und Vergrößerungen, Amsterdam 1996
- Action-Fotos, Amsterdam 1984
- Aggressionstrieb und Krieg, Stuttgart 1973
- Brian Wilson Aldiss: Der unmögliche Stern, Frankfurt 1972
- Oliver E. Allen: Die Entdeckung der Pazifik-Inseln, Amsterdam 1981
- Oliver E. Allen: Die Windjammer, Amsterdam 1980
- Am Meeresstrand, Frankfurt 1971
- Architektur- und Städtefotos, Amsterdam 1985
- Claudio Arrau: Leben mit Musik, Bern 1984
- David Attenborough: Das erste Eden ... oder das verschenkte Paradies, Hamburg 1988
- Aufnahmeprobleme – perfekt gemeistert, Amsterdam 1985
- Australien, Amsterdam 1985
- Richard Avedon: PerForMancE, München 2008
- Bäume und Holz, Frankfurt (am Main) 1972
- Adrian Bailey: Farbfotografie, Bern [u. a.] 1981
- James G. Ballard: Hallo Amerika!, Frankfurt am Main 1984
- Beispielhafte Meisterfotos, Amsterdam 1985
- Bessere Reise- und Urlaubsfotos, Amsterdam 1984
- Robert Bigelow: Und willst du nicht mein Bruder sein, Stuttgart 1970
- Das Bild, Amsterdam 1972
- Tim Binding: Henry Seefahrer, Hamburg 2005
- Alice Blanchard: Sturmfieber, Hamburg 2004
- Alice Blanchard: Todesgut, Hamburg 2006
- Alice Blanchard: Zahn um Zahn, Reinbek bei Hamburg 2006
- John Blofeld: Jenseits der Götter, Bern [u. a.] 1976
- Die blühenden Städte der Sumerer, Amsterdam 1993
- Douglas Botting: Rio, Amsterdam 1977
- Douglas Botting: Das unbekannte Europa, Amsterdam 1976
- Robert Brain: Freunde und Liebende, Frankfurt am Main 1978
- Jimmy Breslin: Der Mafia-Boß hat Scherereien, Wien [u. a.] 1972
- Dorothy Corkille Briggs: Gib deinem Kind Selbstvertrauen, Rüschlikon (Zürich) [u. a.] 1975
- Urie Bronfenbrenner: Zwei Welten, Stuttgart 1972
- Richard Brown: Die Gärten Eden, München 1989
- Brücken und Tunnel, Frankfurt 1972
- Pauline Bush: Kinder entdecken die Welt der Dinosaurier, Amsterdam 1990
- Frank Samuel Caprio: Seele im Gleichgewicht, Rüschlikon (Zürich) [u. a.] 1975
- Jonathan Carroll: Das Land des Lachens, Frankfurt 1986
- Jonathan Carroll: Laute Träume, Frankfurt 1988
- Jonathan Carroll: Die Stimme unseres Schattens, Frankfurt 1995
- Rudolph Chelminski: Paris, Amsterdam 1977
- David Cheshire: Filmen, Bern 1981
- Mark Childress: Der Bruchpilot, München 1998
- Mark Childress: Verrückt in Alabama, München 1994
- Agatha Christie: Fata Morgana, Bern 2000
- Leonard Cohen: Letzte Prüfung, Frankfurt 1982
- Computergrafik, Amsterdam 1986
- Computersprachen, Amsterdam 1987
- Emmanuel Cooper: Töpfern, Ravensburg 1980
- Peter Cowie: Louise Brooks, München 2006 (übersetzt zusammen mit Ursula Wulfekamp)
- Datenschutz und -sicherung, Amsterdam 1987
- Datenspeicher, Amsterdam 1988
- William Wyatt Davenport: Athen, Amsterdam 1978
- Dekorlinien, Pfeifenherstellung, Plastikrohr-Konstruktionen, moderne Möbel, Töpfern, Basteln im Vorschulalter, Theaterpuppen, Rätsel und Puzzlespiele, Amsterdam 1976
- August William Derleth: Auf Cthulhus Spur, Frankfurt 1972
- Deutschland, Amsterdam 1984
- Donovan: Songbook, Frankfurt am Main 1978
- Gerard Donovan: Morgenschwimmer, München 2011
- René Dubos: Parole Vernunft, Rüschlikon 1973
- Das eigene Fotostudio, Amsterdam 1985
- Elektrizität, Frankfurt 1972
- Jason Elliot: Persien, München 2007 (übersetzt zusammen mit Barbara Heller)
- Ellsworth Kelly – plant drawings, München 2011
- Elliott Erwitt: Fotografien, Lausanne 1988
- Elliott Erwitt: On the beach, LeMont-sur-Lausanne 1991
- Elliott Erwitt: Personal exposures, München 1997
- Peter Farago: Chemie, Frankfurt 1971
- Farbe und Licht, Frankfurt 1972
- Farbfotografie gestern und heute, Amsterdam 1985
- William Faulkner: Vater Abraham, Frankfurt am Main 1987
- Peter S. Feibleman: Das Mississippi-Delta, Amsterdam 1978
- Frayda Feldman: Andy Warhol prints, Munich 1989
- Fernsehen, Frankfurt (am Main) 1972
- Charles Fernyhough: Der Auktionator, München 2001
- Feuer, Frankfurt 1972
- Frederick Forsyth: Doppelspiel, München 1991 (übersetzt zusammen mit Christian Spiel)
- Frederick Forsyth: Der Unterhändler, München 1989 (übersetzt zusammen mit Christian Spiel)
- Fotografieren im Familien- und Freundeskreis, Amsterdam 1984
- Alan Furst: Die Nacht der Sirenen, München 2004
- Alan Furst: Das Reich der Schatten, München 2002
- Amitav Ghosh: Das mohnrote Meer, München 2008 (übersetzt zusammen mit Barbara Heller)
- Amitav Ghosh: Der rauchblaue Fluss, München 2012
- Göttinnen und Götter, Amsterdam 1987
- Das Grauen im Museum und andere Erzählungen, Frankfurt am Main 1984
- Grenzgebiete der Photographie, Amsterdam 1976
- Paul Griner: Nur das Meer war Zeuge, München 2001
- Grundlagen der Computertechnik, Amsterdam 1986
- Grundlagen der Fotopraxis, Amsterdam 1983
- Harry Guntrip: Psyche und Gesundheit, Frankfurt 1972
- Allan Gurganus: Die älteste noch lebende Rebellenwitwe erzählt, München 1992
- Allan Gurganus: Hiobs Reisen, München 2004 (übersetzt zusammen mit Olaf Matthias Roth)
- Allan Gurganus: Muriels Lachen, München 1997
- Handbuch der Photographie, Amsterdam 1971
- Kent Haruf: Flüchtiges Glück, München 2001
- Cornelius Hawkridge: Warum der Dollar schwach wird, Wien 1971
- John Hedgecoe: Aktfotografie, München 1985
- John Hedgecoe: Fotokunst, Bern 1990
- John Hedgecoe: Fotomotiv und Inspiration, Bern 1987
- John Hedgecoe: Hedgecoes Fotohandbuch, Bern 1979
- John Hedgecoe: Hedgecoes Fotopraxis, Bern 1980
- John Hedgecoe: John Hedgecoes große Fotoschule, München 1995
- Aleksandar Hemon: Lazarus, München 2009
- Aleksandar Hemon: Liebe und Hindernisse, München 2010
- Henri Cartier-Bresson, die frühen Photographien, München 2007 (übersetzt zusammen mit Martina Tichy)
- Tobias Hill: Verborgen, München 2011
- Terry Hope: Landschaften – wie haben sie das gemacht?, München 2004
- William Hughs: Die Frau aus dem Nichts, München 1971
- Donald Dale Jackson: Die Sierra Madre, Amsterdam 1977
- David Jenkins: Job power, Stuttgart 1973
- Jugendhandbuch Naturwissen, Rowohlt, Reinbek 1976

1. Bausteine des Lebens; Evolution; Pflanzen
2. Wirbellose Tiere; Insekten; Fische; Lurche; Reptilien
3. Säugetiere; Lebensräume; Der Mensch

- Joseph Kanon: Stadt ohne Gedächtnis, München 2006
- Die klassischen Themen, Amsterdam 1983 (übersetzt zusammen mit Hans Peter)
- Christopher J. Koch: Ein Jahr in der Hölle, Stuttgart 1988
- Die Kunst der Schwarzweiß-Fotografie, Amsterdam 1985
- Michael John Langford: Langfords Dunkelkammer-Handbuch, Bern 1983
- Michael John Langford: Langfords Fotokurs, Bern 1980
- Jonathan Norton Leonard: Die ersten Ackerbauern, Amsterdam 1977
- Warren Leslie: Die Starrs aus Texas, Bern 1982
- Doris Lessing: Die Memoiren einer Überlebenden, Frankfurt 1979
- Licht und Bildaufbau, Amsterdam 1984
- Rensis Likert: Die integrierte Führungs- und Organisationsstruktur, Frankfurt 1975
- Robert Littell: Der Gastprofessor, München 1995
- Howard P. Lovecraft: Berge des Wahnsinns, Frankfurt 1970
- Howard P. Lovecraft: Das Ding auf der Schwelle, Frankfurt 1969
- Howard P. Lovecraft: Der Fall Charles Dexter Ward, Frankfurt 1971
- Ferdia MacAnna: Der Schiffsinspektor, München 1998
- Magnum Magnum, München 2007 (übersetzt zusammen mit Matthias Fienbork)
- Vivian Maier: Street photographer, München 2011
- Gregg Main: Nicht aller Tage Abend, Frankfurt 2000
- Manuel Álvarez Bravo, photopoetry, München 2008
- Frank McCourt: Ein rundherum tolles Land, München 1999
- Frank McCourt: Tag und Nacht und auch im Sommer, München 2006
- Frank McCourt: Wo ist das Christkind geblieben?, München 2008
- Joel Meyerowitz: Ein Sommertag, München 1985
- Ian Moffitt: Der australische Busch, Amsterdam 1976
- Ramona Morris: Der Mensch schuf sich den Affen, München 1968 (übersetzt zusammen mit Knut Hamburger)
- Stephen Morse: Marketing-Management für den Praktiker, München 1970
- David Muench: Amerikanische Nationalparks, München 1996
- Naeem Murr: Es nähme einer mich plötzlich ans Herz, München 1999
- Paul Murray: Skippy stirbt. 3 Bände. München 2010 (übersetzt zusammen mit Martina Tichy)

1. Hopeland
2. Heartland
3. Ghostland und Afterland, 2010

- Natur- und Landschaftsfotografie, Amsterdam 1984
- Naturphotographie, Amsterdam 1975
- The New York Times magazine – Photographien 1978 bis heute, München 2011 (übersetzt zusammen mit Ursula Wulfekamp)
- Helmut Newton: Autobiographie, München 2002
- Peter O’Donnell: Modesty Blaise – die Goldfalle, Wien 1973
- Paul O’Neil: Edelsteine, Amsterdam 1984
- Abe Opincar: Am Abend, als ich meine Frau verließ, briet ich ein Huhn, München 2006
- Matthew Pearl: Der Dante-Club, Hamburg 2003
- Michel Peissel: Expedition Kali Gandaki, Wien 1974
- Michel Peissel: Zu Fuß durchs Mittelalter, Wien 1971
- Perfekte Farbfotografie, Amsterdam 1984
- Stewart Perowne: Römische Mythologie, Wiesbaden 1971
- Photographie 1979/80, Amsterdam 1979
- Photoprobleme, Amsterdam 1972
- Robert M. Pirsig: Zen und die Kunst, ein Motorrad zu warten, Frankfurt 1976
- Erin Pizzey: Schrei leise, Stuttgart 1976
- Porträt- und Aktfotografie, Amsterdam 1984
- John R. Postgate: Mikroben, Frankfurt a. M. 1970
- Deirdre Purcell: Jesús & Billy auf dem Weg nach Barcelona, Frankfurt 2001
- Das Reisephoto, Amsterdam 1973
- Guadelupe Rivera: Fridas Fiestas, München 1995 (übersetzt zusammen mit Susanne Vogel)
- Schnappschuß und Bildreportage, Amsterdam 1985
- Selbst entwickeln und vergrößern, Amsterdam 1985
- Gitta Sereny: Das deutsche Trauma, München 2002
- Samuel Shem: Doctor Fine, München 1999
- Samuel Shem: Mount Misery, Stuttgart 1998
- Cordwainer Smith: Herren im All, Frankfurt 1973
- Cordwainer Smith: Sternträumer, Frankfurt 1975
- Sozialistische Realismuskonzeptionen, Frankfurt 1974
- Scott Spencer: Endlose Liebe, Hamburg 1982
- Spezialgebiete und Experimente, Amsterdam 1986
- Die Spiegelreflexkamera, Amsterdam 1997
- Spinnen, Frankfurt (am Main) 1972
- Start in den Weltraum, Frankfurt 1971
- Rafael Steinberg: Mensch und Organisation, Amsterdam 1976
- Stewart Steven: Sprengsatz, Stuttgart 1975
- Nathaniel Stewart: So erzielt der Manager Ergebnisse, München 1969
- Robert Stewart: Labrador, Amsterdam 1977
- Robert Stone: Die Professorin, Hamburg 2004
- Straßen und Autobahnen, Frankfurt 1972
- Das Studio, Amsterdam 1972
- Jeremy Swift: Die Sahara, Amsterdam 1975
- Ein Tag im Leben von Amerika, München 1988
- Jeff Talarigo: Der Ginsengjäger, München 2008
- Tiere der Urwelt, Frankfurt 1971
- Trickfotos und Spezialeffekte, Amsterdam 1985
- Joanna Trollope: Heimliche Beziehung, Gütersloh 1994
- Joanna Trollope: Herbstlichter, Gütersloh 1994
- Die UFOs, Amsterdam 1988
- Umgang mit Photos, Amsterdam 1973
- Evans G. Valens: Gravitation, Frankfurt 1972
- Gore Vidal: Lincoln, Hamburg 1985
- Die Videokamera, Amsterdam 1997
- Bryce Walker: Die Rocky Mountains, Amsterdam 1975
- Donald E. Westlake: Das Geld war schmutzig, Wien 2009
- Donald E. Westlake: Das große Gold, Wien 2009
- Donald E. Westlake: Irgendwann gibt jeder auf, Wien 2010
- Donald E. Westlake: Sein letzter Trumpf, Wien 2011
- Edward Weston: Edward Weston’s book of nudes, München 2008
- Addison B. C. Whipple: Krieg unter Segeln, Amsterdam 1979
- Addison B. C. Whipple: Die Walfänger, Amsterdam 1980
- Wolkenkratzer, Frankfurt 1972
- David Wroblewski: Die Geschichte des Edgar Sawtelle, München 2009 (übersetzt zusammen mit Barbara Heller)
- Rudy Wurlitzer: Zebulon, St. Pölten 2012
- Zahlen, Frankfurt 1971